# عمران (سرار)

تعديل مصدري - تعديل

عمران هي إحدى قرى عزلة سرار بمديرية سرار التابعة لمحافظة أبين، بلغ تعداد سكانها 105 نسمة حسب تعداد اليمن لعام 2004.